# Sovolusky
Sovolusky (en allemand : Soblitz) est une commune du district de Pardubice, dans la région de Pardubice, en République tchèque. Sa population s'élevait à 129 habitants en 2024.

## Géographie
Sovolusky se trouve à 9 km au sud de Přelouč, à 19 km au sud-ouest de Pardubice, à 34 km au sud-ouest de Hradec Králové et à 80 km à l'est de Prague.
La commune est limitée par Jankovice au nord, par Lipoltice et Urbanice à l'est, par Turkovice et Semtěš au sud, et par Litošice à l'ouest.

## Histoire
La première mention écrite de la localité date de 1360.

## Transports
Par la route, Sovolusky se trouve à 8,7 km de Přelouč, à 23 km de Pardubice et à 105 km de Prague. 